# Асур
Асур или Ашур је био један од главних градова Асирије, а налази се у данашњем Ираку. Остаци града налазе се на западној обали реке Тигрис. Ашур је такође име главног божанства заштитника града. Сматрао се највећим богом асирске митологије и заштитником Асирије. Еквивалентан је богу Мардуку у вавилонској митологији. Град Ашур је на Унесковој листи светске баштине и стављен је 2003. на листу Унескових места, која су у опасности, делом због рата у Ираку, а делом због бране, која би поплавила подручје. Истраживања Ашура започели су 1898. немачки археолози. Ископавања је 1900. започео Фридрих Делич, а настављена су 1903-1913. Нађено је више од 16.000 плочица са клинастим писмом. Многи предмети се данас налазе у Пергамон музеју у Берлину.

## Ашур у 3. миленијуму п. н. е.
Археолози су открили да је град постојао средином трећег миленијума п. н. е. То је још увек био период Сумера, пре него што се појавила Асирија. Најстарији делови града су откривени на темељима Иштар храма, као и код старе палате. У периоду старог Акадског царства градом су владали краљеви Акада. За време сумерске ренесансе градом је владао сумерски гувернер.

## Асур у раном и средњем асирском периоду
До времена када је неосумерска трећа династија из Ура пропала 2004. п. н. е. пред нападом Еламита, локални владари су се отресли страног јарма. Асур се брзо развио у трговачки центар, а трговачки путеви су водили до градова Анадолије, где је Асур успоставио трговачке колоније. Те трговачке колоније Асура називале су се карум и већином су трговале вуном и калајем. У Асуру су подигнути храмови богу Асуру и богу времена Ададу. Појавила су се и прва утврђења.
Асур је био престолница краља Шамши Адада I (1813-1781. п. н. е.). У том периоду утицај града се раширио ван долине Тигриса. Саграђена је велика краљевска палата, а храм богу Асуру је проширен у зигурат. Већи део северне Месопотамије је постало део његовог краљевства. После смрти Шамши Адада I Хамураби од Вавилона је заузео Асур и укључио га у састав Вавилона. Градња у Асуру је поново обновљена за време Пузур Асура III, који је поново подигао утврђења. Храмови богу месеца (Нана) и богу сунца Шамашу изграђени су у 15. веку п. н. е. Краљевина Митани је затим заузела Асур.
Асирија је постала независна у 14. веку п. н. е., а следећих векова обновљени су стари храмови и палате у асуру. Тукулти Нинурта I (1244-1208. п. н. е.) је започео градњу новог храма посвећеног божици Иштар. Ану Адад храм је саграђен за време Тиглат-Пилесара I (1115-1075. п. н. е.). У време средњег асирског царства град је имао 120 хектара унутар зидина.

## Асур у време новог асирског царства и касније
Током неоасирског периода (912-612. п. н. е.) краљевска резиденција је премештена у друге градове. Асурнасирпал II (884—859. п. н. е.) преместио је престоницу из Асура у Калху (Нимруд ). Ипак Асур је остао верски центар царства, због храма главном богу Асуру. За време Сенахериба (705 -682. п. н. е.) изграђена је акиту, тј. кућа нове године и ту су одржаване свечаности поводом нове године. Неколико асирских владара је сахрањено у старој палати.
Крај Асура дошао је 614. п. н. е. када су Међани опљачкали и уништили град и освојили Асирију. Неколико векова касније Партија је обновила град, али сасанидски краљ Шапур I (241–272) је поново разорио Асур.